# Барон Лилфорд

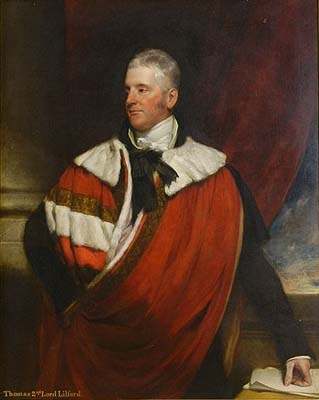
Томас Поуис, 2-й барон Лилфорд

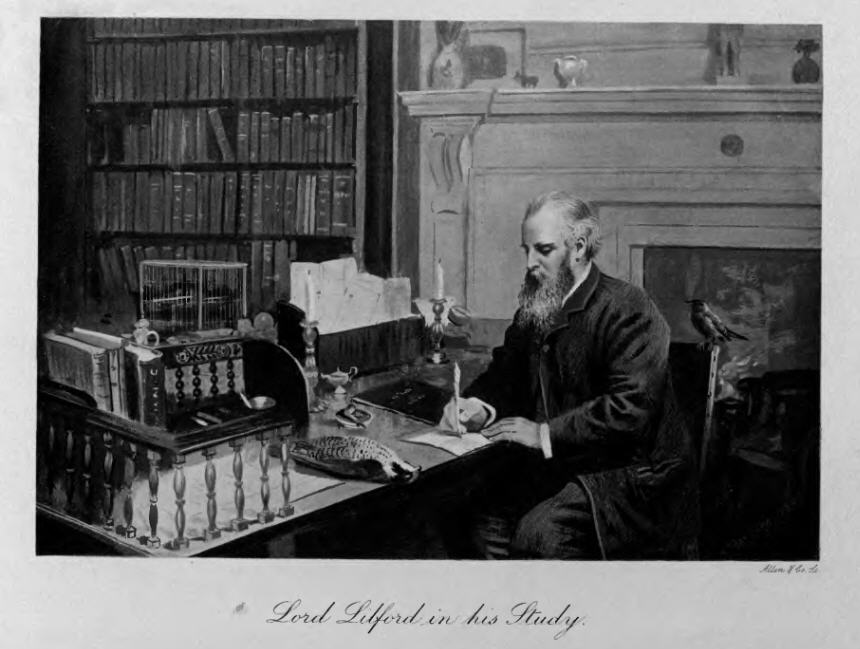
Томас Поуис, 4-й барон Лилфорд

Барон Лилфорд из Лилфорда в графстве Нортгемптон — наследственный титул в системе Пэрства Великобритании.

## История
Титул барона Лилфорда был создан 26 октября 1797 года для Томаса Поуиса (1743—1800), который ранее представлял Нортгемптоншир в Палате общин (1774—1797). Его внук, Томас Атертон Поуис, 3-й барон Лилфорд (1801—1861), занимал пост лорда в ожидании в правительстве лорда Мельбурна (1837—1841). Его сменил его сын, Томас Литтелтон Поуис, 4-й барон Лилфорд (1833—1896), который был орнитологом. После смерти его младшего сына, Стивена Поуиса, 6-го барона Лилфорда (1869—1949), в 1949 году линия старшего сына 2-го барона прервалась. Покойному барону наследовал его родственник, Джордж Вернон Поуис, 7-й барон Лилфорд (1931—2005). Он был потомком достопочтенного Роберта Вернона Поуиса, второго сына 2-го барона Лилфорда. По состоянию на 2023 год носителем титула являлся его единственный сын, Марк Вернон Поуис, 8-й барон (род. 1975), который сменил своего отца в 2005 году.
Семейная резиденция — Лилфорд-холл в Нортгемптоншире (с 1711 по 1990-е годы). Нынешний барон Лилфорд сохраняет право собственности на землю на Джерси, в Южной Африке и Западном Ланкашире, включая Бэнк Холл Эстат, который получил в наследство в 1860 году Томас Атертон Поуис, 3-й барон Лилфорд, после смерти родственника своей жены Джорджа Энтони Ли Кека.

## Бароны Лилфорд (1797)
- 1797—1800: Томас Поуис, 1-й барон Лилфорд (4 марта 1743 — 26 января 1800), сын Томаса Поуиса (1719—1767);
- 1800—1825: Томас Поуис, 2-й барон Лилфорд (8 апреля 1775 — 4 июля 1825), второй сын предыдущего;
- 1825—1861: Томас Атертон Поуис, 3-й барон Лилфорд (2 декабря 1801 — 15 марта 1861), старший сын предыдущего;
- 1861—1896: Томас Литтлтон Поуис, 4-й барон Лилфорд (18 марта 1833 — 17 июня 1896), старший сын предыдущего;
- 1896—1945: Джон Поуис, 5-й барон Лилфорд (12 января 1863 — 17 декабря 1945), второй сын предыдущего;
- 1945—1949: Стивен Поуис, 6-й барон Лилфорд (8 марта 1869 — 19 сентября 1949), младший брат предыдущего;
- 1949—2005: Джордж Вернон Поуис, 7-й барон Лилфорд (8 января 1931 — 3 января 2005), единственный сын Роберта Хораса Поуиса (1889—1940), внук Роберта Вернона Поуиса (1860—1933), правнук Роберта Хорса Поуиса (1826—1913), сына достопочтенного Роберта Вернона Поуиса (1802—1854), второго сына 2-го барона Лилфорда
- 2005 — настоящее время: Марк Вернон Поуис, 8-й барон Лилфорд (род. 16 ноября 1975), единственный сын предыдущего.